# Liga I 2012-2013
La Liga I 2012-2013 è stata la 95ª edizione della massima serie del campionato di calcio rumeno, disputato tra il 21 luglio 2012 e il 29 maggio 2013 e concluso con la vittoria finale della Steaua Bucarest, al suo ventiquattresimo titolo.
Capocannoniere del torneo fu Raul Rusescu con 21 reti.

## Stagione

### Novità
Al termine della Liga I 2011-2012 sono state retrocesse le ultime quattro classificate: Târgu Mureș, Voința Sibiu, Sportul Studențesc e Mioveni. Dalla Liga II sono state promosse Iași, Viitorul Costanza, Gloria Bistrița e Turnu Severin (quest'ultimo subentrato al Politehnica Timișoara, a cui è stata negata la licenza per la Liga I).

### Formula
La squadra campione si è qualificata per il terzo turno di qualificazione della UEFA Champions League 2013-2014.
La seconda e la terza classificata si sono qualificate rispettivamente per il terzo e il secondo turno di qualificazione della UEFA Europa League 2013-2014.
Le ultime quattro classificate sono retrocesse direttamente in Liga II.

## Squadre partecipanti
| Club                | Città                 | Stadio                          | Posizione 2011-2012             |
| ------------------- | --------------------- | ------------------------------- | ------------------------------- |
| Astra Giurgiu       | Giurgiu               | Stadio Marin Anastasovici       | 12º posto                       |
| Brașov              | Brașov                | Stadio Silviu Ploeșteanu        | 9º posto                        |
| Ceahlăul            | Piatra Neamț          | Stadio Ceahlăul                 | 11º posto                       |
| CFR Cluj            | Cluj-Napoca           | Stadio Dr. Constantin Rădulescu | Campione di Romania             |
| Concordia Chiajna   | Chiajna               | Stadio Concordia                | 10º posto                       |
| Dinamo Bucarest     | Bucarest              | Stadio Dinamo                   | 5º posto                        |
| Gaz Metan Mediaș    | Mediaș                | Stadio Gaz Metan                | 13º posto                       |
| Gloria Bistrița     | Bistrița              | Stadio Gloria                   | 2º posto in Seria II di Liga II |
| FC Politehnica Iași | Iași                  | Stadio Emil Alexandrescu        | 2º posto in Seria I di Liga II  |
| Oțelul Galați       | Galați                | Stadio Oțelul                   | 6º posto                        |
| Pandurii            | Târgu Jiu             | Stadio Tudor Vladimirescu       | 8º posto                        |
| Petrolul Ploiești   | Ploiești              | Stadio Ilie Oană                | 14º posto                       |
| Rapid Bucarest      | Bucarest              | Stadio Giulești                 | 4º posto                        |
| Steaua Bucarest     | Bucarest              | Stadio Steaua                   | 3º posto                        |
| Turnu Severin       | Drobeta-Turnu Severin | Stadio Municipale               | 3º posto in Seria II di Liga II |
| U Cluj              | Cluj-Napoca           | Cluj Arena                      | 7º posto                        |
| Vaslui              | Vaslui                | Stadio Municipal                | 2º posto                        |
| Viitorul Costanza   | Costanza              | Stadio Farul                    | 1º posto in Seria I di Liga II  |

### Allenatori
| Squadra             | Allenatore      | In carica da      |
| ------------------- | --------------- | ----------------- |
| Astra Giurgiu       | Bogdan Stelea   | 14 giugno 2012    |
| Brașov              | Ionuț Badea     | 16 aprile 2012    |
| Ceahlăul            | Costel Enache   | 3 febbraio 2011   |
| CFR Cluj            | Ioan Andone     | 8 aprile 2012     |
| Concordia Chiajna   | Ilie Stan       | 8 giugno 2012     |
| Dinamo Bucarest     | Dario Bonetti   | 10 aprile 2012    |
| Gaz Metan Mediaș    | Cristian Pustai | 12 settembre 2007 |
| Gloria Bistrița     | Nicolae Manea   | 24 ottobre 2010   |
| FC Politehnica Iași | Ionuț Popa      | 28 agosto 2011    |

| Squadra           | Allenatore           | In carica da     |
| ----------------- | -------------------- | ---------------- |
| Oțelul Galați     | Viorel Tanase        | 8 luglio 2009    |
| Pandurii          | Petre Grigoraș       | 3 ottobre 2010   |
| Petrolul Ploiești | Mircea Rednic        | 29 maggio 2012   |
| Rapid Bucarest    | Ioan Sabău           | 18 giugno 2012   |
| Steaua Bucarest   | Laurențiu Reghecampf | 21 maggio 2012   |
| Turnu Severin     | Marian Bondrea       | 8 dicembre 2011  |
| U Cluj            | Claudiu Niculescu    | 14 marzo 2012    |
| Vaslui            | Augusto Inácio       | 28 gennaio 2012  |
| Viitorul Costanza | Cătălin Anghel       | 16 dicembre 2009 |

### Allenatori esonerati, dimessi e subentrati
| Squadra           | Allenatore/i uscente/i | Motivo                        | Vacante dal    | Posizione    | Nuovo allenatore     | Data incarico  |
| ----------------- | ---------------------- | ----------------------------- | -------------- | ------------ | -------------------- | -------------- |
| Steaua Bucarest   | Mihai Stoichiță        | Fine del contratto            | 21 maggio 2012 | Pre-stagione | Laurențiu Reghecampf | 21 maggio 2012 |
| Concordia Chiajna | Laurențiu Reghecampf   | Assunto dallo Steaua Bucarest | 21 maggio 2012 | Pre-stagione | Ilie Stan            | 8 giugno 2012  |
| Rapid Bucarest    | Răzvan Lucescu         | Assunto dall'Al-Jaish         | 21 maggio 2012 | Pre-stagione | Ioan Sabău           | 18 giugno 2012 |
| Astra Giurgiu     | Mircea Rednic          | Dimissioni                    | 23 maggio 2012 | Pre-stagione | Bogdan Stelea        | 14 giugno 2012 |
| Petrolul Ploiești | Gheorghe Mulțescu      | Esonero                       | 24 maggio 2012 | Pre-stagione | Mircea Rednic        | 29 maggio 2012 |

## Classifica
|  | Pos. | Squadra             | Pt | G  | V  | N  | P  | GF | GS | DR  |
|  | ---- | ------------------- | -- | -- | -- | -- | -- | -- | -- | --- |
|  | 1.   | Steaua Bucarest     | 79 | 34 | 24 | 7  | 3  | 74 | 29 | +45 |
|  | 2.   | Pandurii            | 63 | 34 | 19 | 6  | 9  | 57 | 43 | +14 |
|  | 3.   | Petrolul Ploiești   | 62 | 34 | 16 | 14 | 4  | 60 | 34 | +26 |
|  | 4.   | Astra Giurgiu       | 60 | 34 | 17 | 9  | 8  | 64 | 37 | +27 |
|  | 5.   | Vaslui              | 58 | 34 | 16 | 10 | 8  | 50 | 34 | +16 |
|  | 6.   | Dinamo Bucarest     | 56 | 34 | 16 | 8  | 10 | 48 | 40 | +8  |
|  | 7.   | Brașov              | 51 | 34 | 14 | 9  | 11 | 50 | 51 | -1  |
|  | 8.   | Rapid Bucarest      | 49 | 34 | 13 | 10 | 11 | 35 | 35 | 0   |
|  | 9.   | CFR Cluj            | 49 | 34 | 12 | 13 | 9  | 56 | 39 | +17 |
|  | 10.  | Gaz Metan Mediaș    | 46 | 34 | 12 | 10 | 12 | 42 | 46 | -4  |
|  | 11.  | Oțelul Galați       | 41 | 34 | 11 | 10 | 13 | 38 | 42 | -4  |
|  | 12.  | U Cluj              | 38 | 34 | 10 | 8  | 16 | 39 | 55 | -16 |
|  | 13.  | Viitorul Costanza   | 36 | 34 | 8  | 12 | 14 | 45 | 57 | -12 |
|  | 14.  | Ceahlăul            | 34 | 34 | 9  | 7  | 18 | 41 | 59 | -18 |
|  | 15.  | Concordia Chiajna   | 33 | 34 | 7  | 12 | 15 | 29 | 49 | -20 |
|  | 16.  | Turnu Severin       | 32 | 34 | 7  | 11 | 16 | 36 | 47 | -11 |
|  | 17.  | FC Politehnica Iași | 26 | 34 | 7  | 5  | 22 | 31 | 50 | -19 |
|  | 18.  | Gloria Bistrița     | 18 | 34 | 3  | 9  | 22 | 21 | 69 | -48 |

Legenda:

      Campione di Romania e ammessa alla UEFA Champions League 2013-2014
      Ammesse alla UEFA Europa League 2013-2014
 Qualificata ai play-out
      Retrocesse in Liga II 2013-2014
Note:

Tre punti a vittoria, uno a pareggio, zero a sconfitta.

## Risultati
|                    | AST  | BRA  | CEA  | CFR  | CON  | IAS  | DIN  | GAZ  | GBI  | OTE  | PAN  | PET  | RAP  | STE  | TUR  | UCL  | VAS  | VII  |
| ------------------ | ---- | ---- | ---- | ---- | ---- | ---- | ---- | ---- | ---- | ---- | ---- | ---- | ---- | ---- | ---- | ---- | ---- | ---- |
| Astra Giurgiu      | –––– | 1-1  | 1-0  | 0-1  | 6-3  | 1-0  | 1-0  | 4-0  | 4-0  | 2-1  | 4-1  | 1-1  | 1-0  | 3-4  | 1-1  | 0-1  | 1-1  | 2-1  |
| Brasov             | 1-2  | –––– | 1-0  | 0-1  | 1-0  | 1-0  | 2-2  | 3-1  | 1-0  | 2-1  | 0-1  | 0-1  | 2-2  | 3-1  | 2-1  | 1-0  | 2-1  | 3-1  |
| Ceahlăul           | 3-2  | 2-1  | –––– | 2-2  | 1-0  | 0-1  | 0-0  | 2-1  | 2-0  | 4-1  | 2-1  | 0-2  | 0-0  | 3-1  | 3-1  | 3-2  | 2-3  | 0-3  |
| CFR Cluj           | 0-2  | 5-0  | 1-0  | –––– | 10-2 | 2-2  | 1-0  | 1-1  | 5-1  | 2-1  | 2-1  | 2-2  | 2-1  | 2-2  | 4-3  | 5-6  | 3-0  | 0-1  |
| Concordia Chiajna  | 1-0  | 2-1  | 2-1  | 1-2  | –––– | 2-0  | 0-0  | 1-0  | 2-1  | 0-0  | 1-0  | 0-1  | 0-0  | 0-6  | 2-2  | 0-2  | 2-1  | 1-1  |
| Iași               | 1-0  | 1-1  | 1-0  | 2-1  | 0-1  | –––– | 1-1  | 2-1  | 1-0  | 1-2  | 0-1  | 2-2  | 1-1  | 0-3  | 1-0  | 4-0  | 2-1  | 2-1  |
| Dinamo Bucarest    | 1-0  | 0-1  | 2-2  | 0-1  | 1-0  | 5-2  | –––– | 1-0  | 1-2  | 2-1  | 3-0  | 2-1  | 2-1  | 1-0  | 4-2  | 0-1  | 0-1  | 4-1  |
| Gaz Metan Mediaș   | 1-0  | 1-1  | 2-1  | 1-1  | 1-3  | 0-1  | 2-2  | –––– | 1-0  | 0-1  | 0-2  | 2-0  | 2-2  | 1-1  | 2-0  | 2-1  | 1-0  | 1-0  |
| Gloria Bistrița    | 1-2  | 1-1  | 1-0  | 1-1  | 1-3  | 1-0  | 2-2  | 1-1  | –––– | 3-1  | 1-3  | 1-1  | 2-3  | 2-2  | 1-0  | 0-0  | 0-3  | 1-1  |
| Oțelul Galați      | 2-1  | 0-0  | 1-1  | 1-2  | 2-1  | 0-3  | 2-2  | 2-0  | 1-1  | –––– | 1-0  | 0-1  | 1-1  | 2-1  | 2-2  | 1-0  | 2-0  | 1-1  |
| Pandurii           | 1-0  | 0-1  | 3-1  | 2-1  | 2-1  | 1-2  | 2-1  | 1-1  | 3-1  | 3-2  | –––– | 2-1  | 2-0  | 0-0  | 2-2  | 6-2  | 2-2  | 1-0  |
| Petrolul Ploiești  | 1-1  | 1-0  | 5-0  | 2-1  | 0-0  | 3-1  | 2-2  | 3-1  | 1-0  | 2-1  | 4-0  | –––– | 0-0  | 1-2  | 1-0  | 2-0  | 0-0  | 1-1  |
| Rapid Bucarest     | 0-2  | 1-2  | 1-0  | 3-2  | 2-1  | 1-0  | 2-2  | 2-1  | 3-1  | 2-3  | 1-0  | 0-1  | –––– | 2-1  | 2-2  | 1-0  | 2-2  | 2-1  |
| Steaua Bucarest    | 2-0  | 1-0  | 3-0  | 1-0  | 1-0  | 2-0  | 3-1  | 3-0  | 4-0  | 2-1  | 2-0  | 1-1  | 1-0  | –––– | 2-1  | 5-1  | 2-1  | 0-1  |
| Turnu Severin      | 1-0  | 2-1  | 1-1  | 1-3  | 0-1  | 1-1  | 1-2  | 2-1  | 1-0  | 1-1  | 1-0  | 2-1  | 0-1  | 2-2  | –––– | 1-1  | 1-1  | 2-2  |
| Universitatea Cluj | 1-3  | 1-1  | 1-0  | 1-2  | 1-1  | 2-1  | 1-2  | 2-2  | 1-0  | 1-1  | 1-1  | 1-0  | 1-2  | 2-1  | 2-2  | –––– | 1-0  | 2-1  |
| Vaslui             | 1-0  | 0-1  | 4-3  | 2-1  | 3-0  | 3-0  | 2-2  | 1-0  | 2-1  | 2-2  | 0-0  | 3-0  | 1-0  | 3-1  | 2-1  | 1-0  | –––– | 2-1  |
| Viitorul Costanza  | 0-0  | 2-2  | 2-1  | 2-2  | 1-1  | 1-0  | 1-1  | 0-1  | 1-0  | 2-2  | 2-0  | 1-2  | 1-0  | 0-4  | 2-2  | 1-0  | 2-2  | –––– |

## Classifica marcatori
| Gol |  |  | Giocatore          | Squadra           |
| --- |  |  | ------------------ | ----------------- |
| 21  |  |  | Raul Rusescu       | Steaua Bucarest   |
| 16  |  |  | Jeremy Bokila      | Petrolul Ploiești |
| 15  |  |  | Marius Alexe       | Dinamo Bucarest   |
| 14  |  |  | Kehinde Fatai      | Astra Giurgiu     |
| 13  |  |  | Hamza Younés       | Petrolul Ploiești |
| 12  |  |  | Constantin Budescu | Astra Giurgiu     |
| 11  |  |  | Marius Niculae     | Vaslui            |
| 11  |  |  | Mugurel Buga       | Brașov            |
| 11  |  |  | Bojan Golubović    | Ceahlăul          |